# Longa (Tanzania)
Longa è una circoscrizione rurale (rural ward) della Tanzania situata nel distretto rurale di Lindi, regione di Lindi. Conta una popolazione di 3 185 abitanti (censimento 2012).